# Bergrennen Freiburg 1963

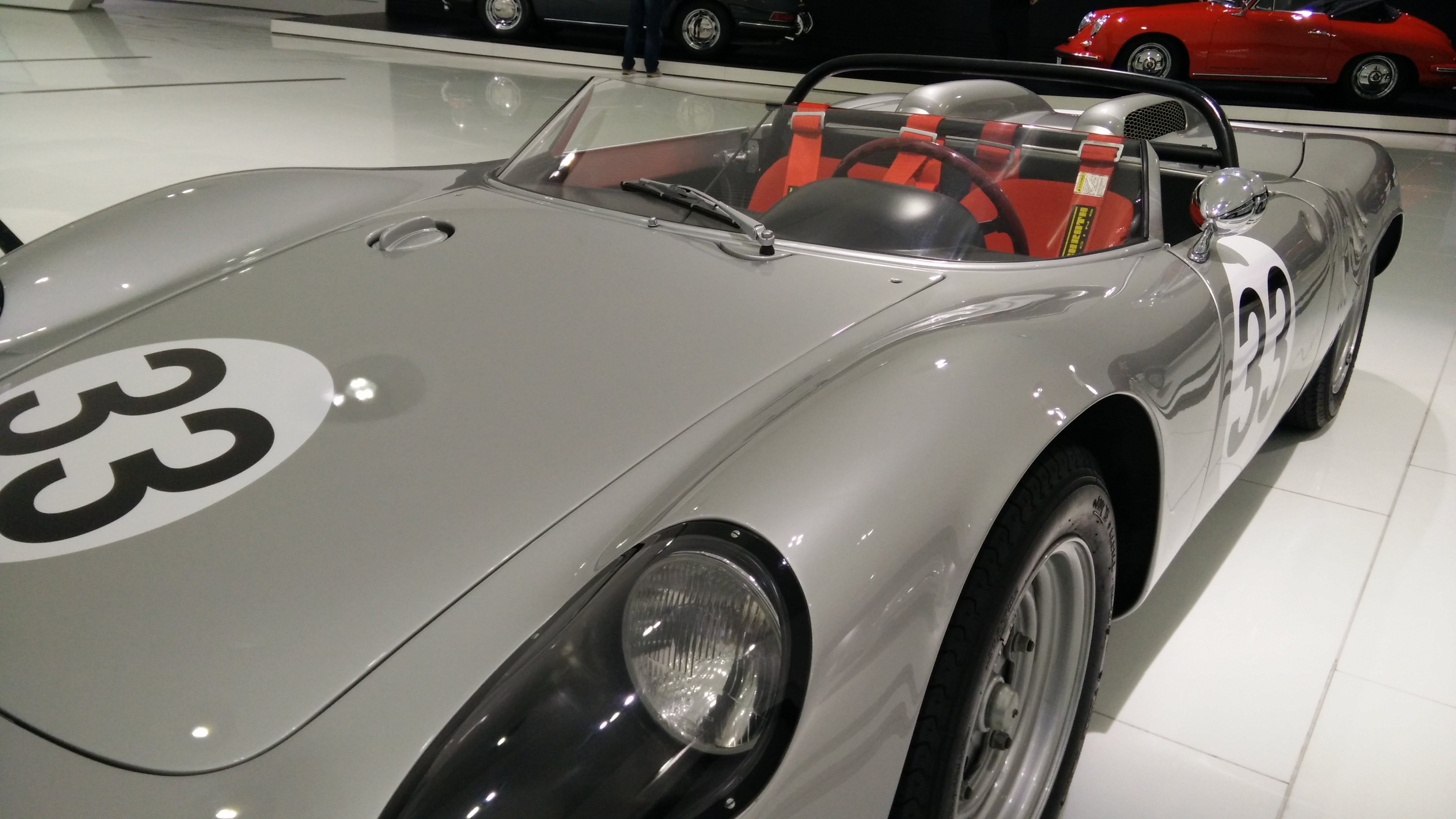
Porsche 718 WRS

Das Bergrennen Freiburg, auch Freiburg-Schauinsland Hillclimb, war ein Bergrennen, das am 11. August 1963 ausgefahren wurde. Gleichzeitig war das Rennen der 14. Wertungslauf zur Sportwagen-Weltmeisterschaft dieses Jahres.

## Das Rennen
Im August 1925 fand erstmals ein Rennen auf der knapp 12 Kilometer langen Schauinslandstraße von Horben zur Schauinsland-Passhöhe in der Nähe von Freiburg im Breisgau statt. Ab 1961 wurde beim Friedrichshof, direkt nach der Straßengabelung nach Horben gestartet. Der Grund war der Linienbus nach Horben, für den das Rennen bis dahin immer wieder unterbrochen werden musste. Durch die Verlegung wurde die Strecke um 811 Meter kürzer.
1963 erhielt das Rennen den Status eines Sportwagen-Weltmeisterschaftslaufs. Vor der Veranstaltung in Freiburg wurden bereits zwei Bergrennen mit Weltmeisterschaftsstatus ausgefahren. Das Bergrennen Consuma gewann Edoardo Lualdi auf einem Ferrari Dino 196SP. Sieger auf dem Rossfeld war Edgar Barth auf einem Porsche 356 B Carrera Abarth GTL. Barth gewann auch das Rennen auf der Schauinslandstraße. Nachdem die Strecke zweimal durchfahren wurde, hatte er einen Vorsprung von 3 Sekunden auf Hans Herrmann im Abarth 2000 herausgefahren.

## Ergebnisse

### Schlussklassement
| 1               | S/P 2.0 | 65 | Porsche System Engineering        | Edgar Barth                       | Porsche 718 WRS               | 0:13:26,640 |
| 2               | S/P 2.0 | 67 | Abarth                            | Hans Herrmann                     | Abarth 2000                   | 0:13:29,780 |
| 3               | S/P 2.0 | 66 | Scuderia Filipinetti              | Heini Walter                      | Porsche 718 RS                | 0:13:45,990 |
| 4               | GT 2.0  | 30 | Scuderia Filipinetti              | Herbert Müller                    | Porsche 356 B 2000 GS Carrera | 0:14:11,970 |
| 5               | S/P 2.0 | 68 | Joseph Greger                     | Joseph Greger                     | Porsche 718 RS                | 0:14:14,950 |
| 6               | S/P 2.0 | 71 | Anton Fischhaber                  | Anton Fischhaber                  | Lotus 23                      | 0:14:19,960 |
| 7               | S/P 1.0 | 51 | Abarth                            | Tommy Spychiger                   | Fiat-Abarth 1000SP            | 0:14:25,230 |
| 8               | S/P 1.6 | 61 | Kurt Rost                         | Kurt Rost                         | Lotus 23                      | 0:14:25,570 |
| 9               | S/P 1.6 | 62 | Robert Huber                      | Robert Huber                      | Lotus 23B                     | 0:14:27,740 |
| 10              | GT 2.0  | 31 | Werner Brockhaus                  | Werner Brockhaus                  | Porsche 356 B 2000 GS Carrera | 0:14:39,420 |
| 11              | GT 3.0  | 37 | Carlo-Maria Abate                 | Carlo-Maria Abate                 | Ferrari 250 GTO               | 0:14:41,560 |
| 12              | GT 1.6  | 24 | Michel Weber                      | Michel Weber                      | Porsche 356 B Carrera         | 0:14:47,970 |
| 13              | GT 1.6  | 19 | Joseph Greger                     | Joseph Greger                     | Porsche 356 B Carrera         | 0:14:50,680 |
| 14              | S/P 1.6 | 60 | Biennoise                         | Sidney Charpilloz                 | Elva MK.VII                   | 0:14:53,450 |
| 15              | GT 1.3  | 9  | Abarth                            | Giampiero Biscaldi                | Abarth-Simca 1300 Bialbero    | 0:14:55,030 |
| 16              | GT 1.6  | 20 | Siegfried Günther                 | Siegfried Günther                 | Porsche 356 B Carrera         | 0:14:59,350 |
| 17              | S/P 1.6 | 63 | Karl Foitek                       | Karl Foitek                       | Lotus 23                      | 0:15:06,120 |
| 18              | S/P 700 | 42 | Abarth                            | Mauro Bianchi                     | Fiat-Abarth 700               | 0:15:08,750 |
| 19              | GT 1.6  | 21 | Karl Federhofer                   | Karl Federhofer                   | Porsche 356 B Carrera         | 0:15:18,840 |
| 20              | S/P 700 | 43 | Heinz Eppelein                    | Heinz Eppelein                    | BMW 700 Speciale              | 0:15:23,070 |
| 21              | GT 3.0  | 40 | Karl Foitek                       | Werner Rüfenacht                  | Ferrari 250 GT                | 0:15:23,960 |
| 22              | S/P 1.0 | 56 | Tartaruga                         | Fritz Baumann                     | Lotus 23                      | 0:15:26,050 |
| 23              | GT 1.6  | 26 | Gabriel Lanzo Wambolt von Umstadt | Gabriel Lanzo Wambolt von Umstadt | Porsche 356 B Carrera         | 0:15:27,670 |
| 24              | GT 1.0  | 1  | Abarth                            | Vittorio Venturi                  | Fiat-Abarth 1000 Bialbero     | 0:15:27,730 |
| 25              | S/P 1.0 | 54 | OASC                              | Walter Schatz                     | Lotus 23                      | 0:15:28,970 |
| 26              | GT 1.3  | 11 | Kurt Geiss                        | Kurt Geiss                        | Abarth-Simca 1300 Bialbero    | 0:15:33,510 |
| 27              | GT 1.0  | 3  | Squadra Tartaruga                 | Hans Illert                       | Fiat-Abarth 1000 Bialbero     | 0:15:35,280 |
| 28              | GT 1.0  | 2  | Scuderia Filipinetti              | André Knörr                       | Fiat-Abarth 1000 Bialbero     | 0:15:47,490 |
| 29              | GT 3.0  | 38 | Waldham Racing                    | Charly Müller                     | Ferrari 250 GT SWB            | 0:16:03,290 |
| 30              | GT 1.6  | 23 | Karl Foitek                       | Arthur Blank                      | Lotus Elan                    | 0:16:04,730 |
| 31              | S/P 2.0 | 51 | Karl Foitek                       | Roland Stierli                    | Fiat Ciolino                  | 0:16:05,840 |
| 32              | GT 1.3  | 15 | Badonia                           | Otto Model                        | Abarth-Simca 1300 Bialbero    | 0:16:08,950 |
| 33              | GT 1.3  | 10 | Karl Foitek                       | Ernst Gertsch                     | Alfa Romeo Giulietta SZ       | 0:16:28,910 |
| 34              | GT 2.0  | 34 | Christoph Herrling                | Christoph Herrling                | Porsche 356 B 2000 GS Carrera | 0:16:42,010 |
| 35              | GT 1.0  | 7  | Andreas Schmalbach                | Andreas Schmalbach                | Fiat-Abarth 1000              | 0:16:43,490 |
| 36              | S/P 700 | 44 | Willi Martini                     | Karl-Günther Bechem               | Martini                       | 0:16:48,240 |
| 37              | GT 2.0  | 33 | Holm Winkler                      | Holm Winkler                      | Porsche 356 B Carrera         | 0:17:14,980 |
| 38              | S/P 700 | 46 | Günther Volle                     | Günther Volle                     | BMW 700 Speziale              | 0:18:00,510 |
| 39              | S/P 700 | 47 | Richard Lichtenberg               | Richard Lichtenberg               | BMW 700 Speziale              | 0:18:01,520 |
| 40              | GT 3.0  | 39 | Armin von Freyberg                | Armin von Freyberg                | Alfa Romeo 2600               | 0:18:54,770 |
| Ausgefallen     |         |    |                                   |                                   |                               |             |
| 41              | GT 1.6  | 22 | Manfred Mohr                      | Manfred Mohr                      | Porsche 356 B Carrera         |             |
| 42              | S/P 700 | 45 | Willi Martini                     | Heinrich Hülbüsch                 | Martini                       |             |
| 43              | S/P 700 | 48 | Werner Dinkel                     | Rudolf Baum                       | BMW 700 Speziale              |             |
| 44              | S/P 1.6 | 59 | OASC                              | Alban Scheiber                    | Lotus 23                      |             |
| 45              | R       | 59 |                                   | Gerhard Mitter                    | Mitter-Lotus                  |             |
| Nicht gestartet |         |    |                                   |                                   |                               |             |
| 46              | S/P 700 | 57 | Peter Ruby                        | Peter Ruby                        | Ginetta G6                    | 1           |

1 nicht gestartet

### Nur in der Meldeliste
Zu diesem Rennen sind keine weiteren Meldungen bekannt.

### Klassensieger
| Klasse  | Fahrer             | Fahrzeug                      | Platzierung im Gesamtklassement |
| ------- | ------------------ | ----------------------------- | ------------------------------- |
| S/P 2.0 | Edgar Barth        | Porsche 718 WRS               | Gesamtsieg                      |
| S/P 1.6 | Kurt Rost          | Lotus 23                      | Rang 8                          |
| S/P 1.0 | Tommy Spychiger    | Fiat-Abarth 1000SP            | Rang 7                          |
| S/P 700 | Mauro Bianchi      | Fiat-Abarth 700               | Rang 18                         |
| GT 3.0  | Carlo-Maria Abate  | Ferrari 250 GTO               | Rang 11                         |
| GT 2.0  | Herbert Müller     | Porsche 356 B 2000 GS Carrera | Rang 4                          |
| GT 1.6  | Michel Weber       | Porsche 356 B Carrera         | Rang 12                         |
| GT 1.3  | Giampiero Biscaldi | Abarth-Simca 1300 Bialbero    | Rang 15                         |
| GT 1.0  | Vittorio Venturi   | Fiat-Abarth 1000 Bialbero     | Rang 24                         |

### Renndaten
- Gemeldet: 46
- Gestartet: 45
- Gewertet: 40
- Rennklassen: 9
- Zuschauer: 60000
- Wetter am Renntag: warm und trocken
- Streckenlänge: 11,200 km
- Streckenlänge: 11,200 km
- Gesamtrunden des Siegerteams: 2
- Gesamtdistanz des Siegerteams: 22,400 km
- Siegerschnitt: 99,970 km/h
- Pole Position: keine
- Schnellste Rennrunde: Edgar Barth – Porsche 718 WRS (#65) – 6:61,460 = 100,433 km/h
- Rennserie: 14. Lauf zur Sportwagen-Weltmeisterschaft 1963